# Mario Maino
Pour les articles homonymes, voir Maino.
Mario Maino , né le 8 octobre 1940 à Novoledo di Villaverla (Vénétie), est un coureur cycliste italien, professionnel de 1963 à 1967. Il s'est notamment classé deuxième d'une étape sur le Tour d'Italie 1964. 

## Palmarès
- 1962
  -  Champion du monde du contre-la-montre par équipes amateurs (avec Antonio Tagliani, Dino Zandegù et Danilo Grassi)
  - Trofeo Banca Popolare di Vicenza
  - 7e étape du Tour du Latium amateurs
  - 2e du Tour de l'Avenir
  - 2e du Tour du Latium amateurs
- 1963
  -  Champion d'Italie du contre-la-montre par équipe amateurs
  -  Médaillé d'argent du championnat du monde du contre-la-montre par équipes

## Résultats sur les grands tours

### Tour d'Italie
4 participations
- 1964 : 49e
- 1965 : abandon
- 1966 : 28e
- 1967 : abandon